# Joanna Agacka-Indecka
Joanna Agacka-Indecka (18 de dezembro de 1964 — 10 de abril de 2010) foi uma advogada polaca.
Foi uma das vítimas do acidente do Tu-154 da Força Aérea Polonesa.